# Christiaan II van Palts-Birkenfeld-Bischweiler
Christiaan II van Birkenfeld-Bischweiler (Bischwiller, 22 juni 1637 - Birkenfeld, 26 april 1717) was van 1654 tot 1717 paltsgraaf van Birkenfeld-Bischweiler. Hij was de oudste zoon van paltsgraaf Christiaan I van Palts-Birkenfeld-Bischweiler en Magdalena Catharina van Palts-Zweibrücken.
Na de dood zijn vader werd het paltsgraafschap Birkenfeld-Bischweiler opgesplitst. De jongere zoon Johan Karel kreeg Birkenfeld-Bischweiler-Gelnhausen, en Christiaan behield het overige deel, dat onder de naam Birkenfeld-Bischweiler bleef bestaan
Tijdens Christiaans eigen regering werd zijn gebied in 1671 vergroot met het paltsgraafschap Palts-Birkenfeld.
Christiaan II trouwde op 5 september 1667 met Catharina Agatha van Rappoltstein, de dochter van graaf Johan Jacob van Rappoltstein. Door dit huwelijk, en omdat zijn schoonvader Johan Jacob geen mannelijke nakomelingen had, kwam het graafschap Rappoltstein toe aan Christiaan II. Samen met Catharina Agatha kreeg hij 7 kinderen:
- Magdalena (1668)
- Lodewijk (1669)
- Elisabeth (1671)
- Christiana (1671)
- Charlotte Wilhelmina (1672)
- Christiaan III (1674)
- Louise (1678-1753), getrouwd met Frederik Anton Ulrich van Waldeck-Pyrmont

- Gemeinsame Normdatei: 120188651
- Virtual International Authority File: 3295251
- WorldCat: E39PBJqVV7D4tRGDKd6F84t7pP